# Va voir maman, papa travaille
Pour plus de détails, voir Fiche technique et Distribution.
Va voir maman, papa travaille est un film français réalisé par François Leterrier, sorti en 1978.

## Synopsis
Inspiré du roman de Françoise Dorin, Va voir maman, papa travaille est un film de 1978.
Mère de famille et épouse modèle, Agnès percute un véhicule alors qu'elle est en train de visiter le zoo de Thoiry avec son fils Jérome. Elle tombe, à la suite de diverses rencontres avec lui, amoureuse du chauffeur de la voiture accidentée.

## Fiche technique
- Titre : Va voir maman, papa travaille
- Réalisation : François Leterrier
- Scénario : François Leterrier et Danièle Thompson, d'après le roman de Françoise Dorin
- Production : Yves Gasser et Yves Peyrot
- Société de production : Gaumont
- Musique : Georges Delerue
- Photographie : Jean Penzer
- Montage : Marie-Josèphe Yoyotte
- Décors : Jacques Saulnier
- Pays d'origine :  France
- Format : couleur - 1,66:1 - Mono - 35 mm
- Genre : comédie
- Durée : 95 minutes
- Date de sortie :
  - France : 15 mars 1978

## Distribution
- Marlène Jobert : Agnès Lucas
- Philippe Léotard : Vincent Marielli
- Daniel Duval : Serge Lucas
- Micheline Presle : Valentine Vatrin dite 'Vava'
- Macha Méril : Marianne, sœur d'Agnès
- Vladimir Andres : Jérôme, enfant
- Catherine Rich : Laurence, collègue et amie d'Agnès
- Albina du Boisrouvray : Christine, riche amie d'Agnès
- Sylvie Joly : Stéphane, sœur de Vincent
- Laurence Badie : Lorette, compagne de Stéphane
- Monique Mélinand : la mère d'Agnès
- Laurence de Monaghan : Anne, fille de Vava
- Valérie Pascale : Patricia Marielli
- Pascal Sellier : Jérôme, adolescent
- André S. Labarthe : le docteur
- Annette Poivre : la curiste
- Marthe Villalonga : Madame Clary
- Denise Péronne : la patronne de l'hôtel
- Paula Moore